# 谷中銀座商店街

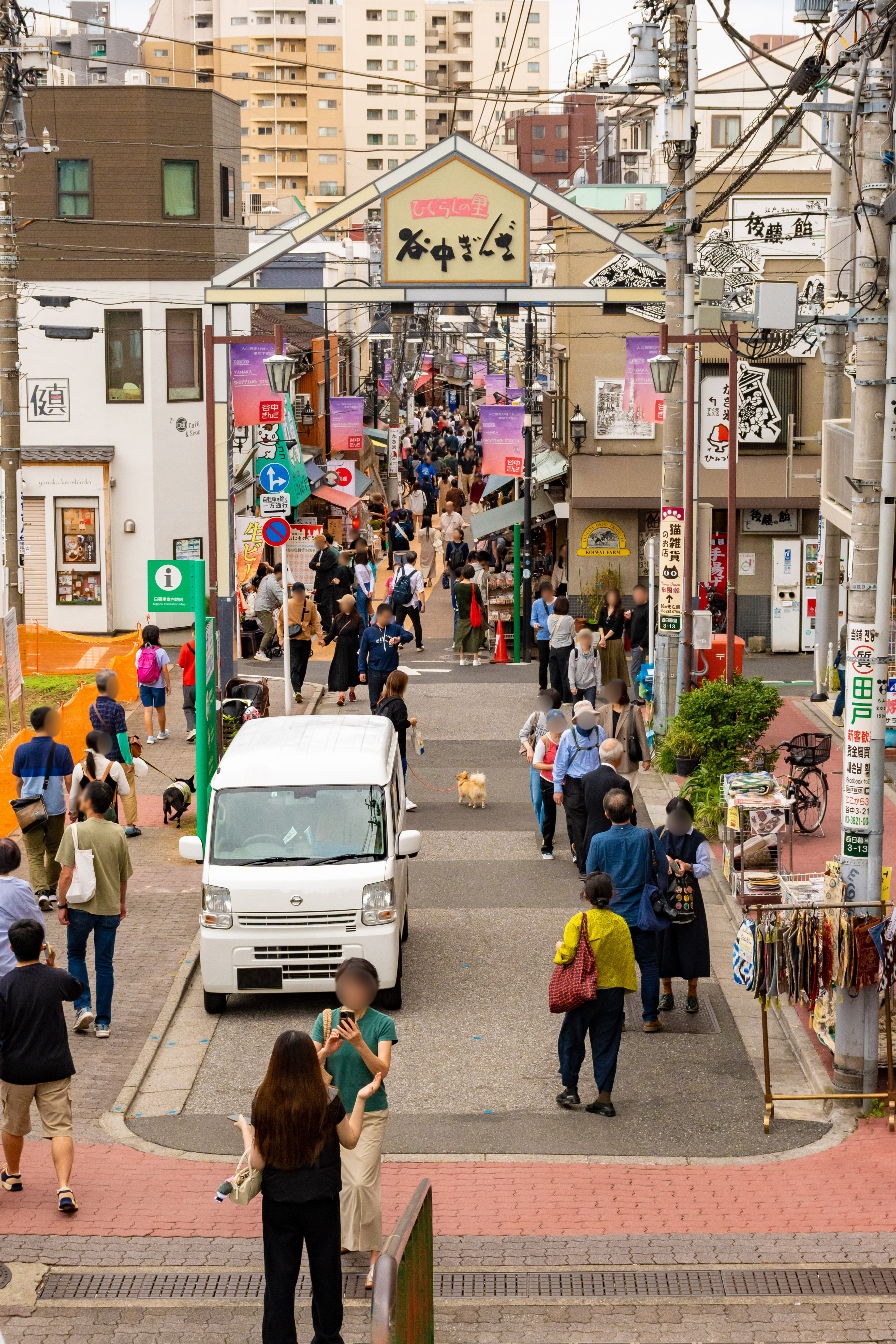
「夕焼けだんだん」から谷中銀座商店街を望む

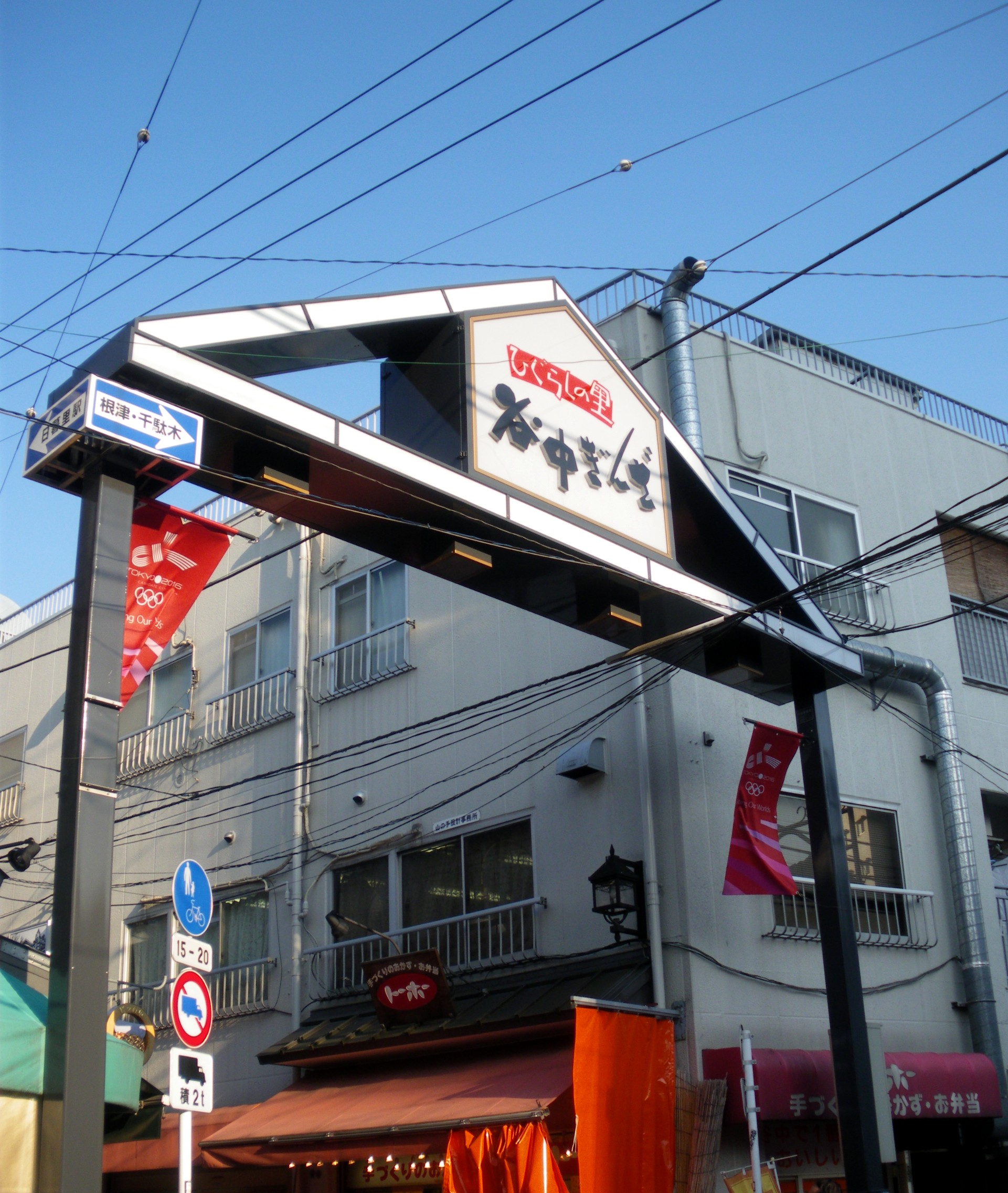
谷中銀座

谷中銀座商店街（やなかぎんざしょうてんがい）は、 東京都台東区谷中にある、1950年代から続く昔ながらの商店街。約60軒の店舗と飲食店が並んでいる。「台東区思い出の景観30選」指定の観光名所。本項では、谷中銀座商店街に繋がる階段「夕やけだんだん」についても解説する。

## 所在地
- 東京都台東区谷中3丁目及び荒川区西日暮里3丁目

## 夕やけだんだん

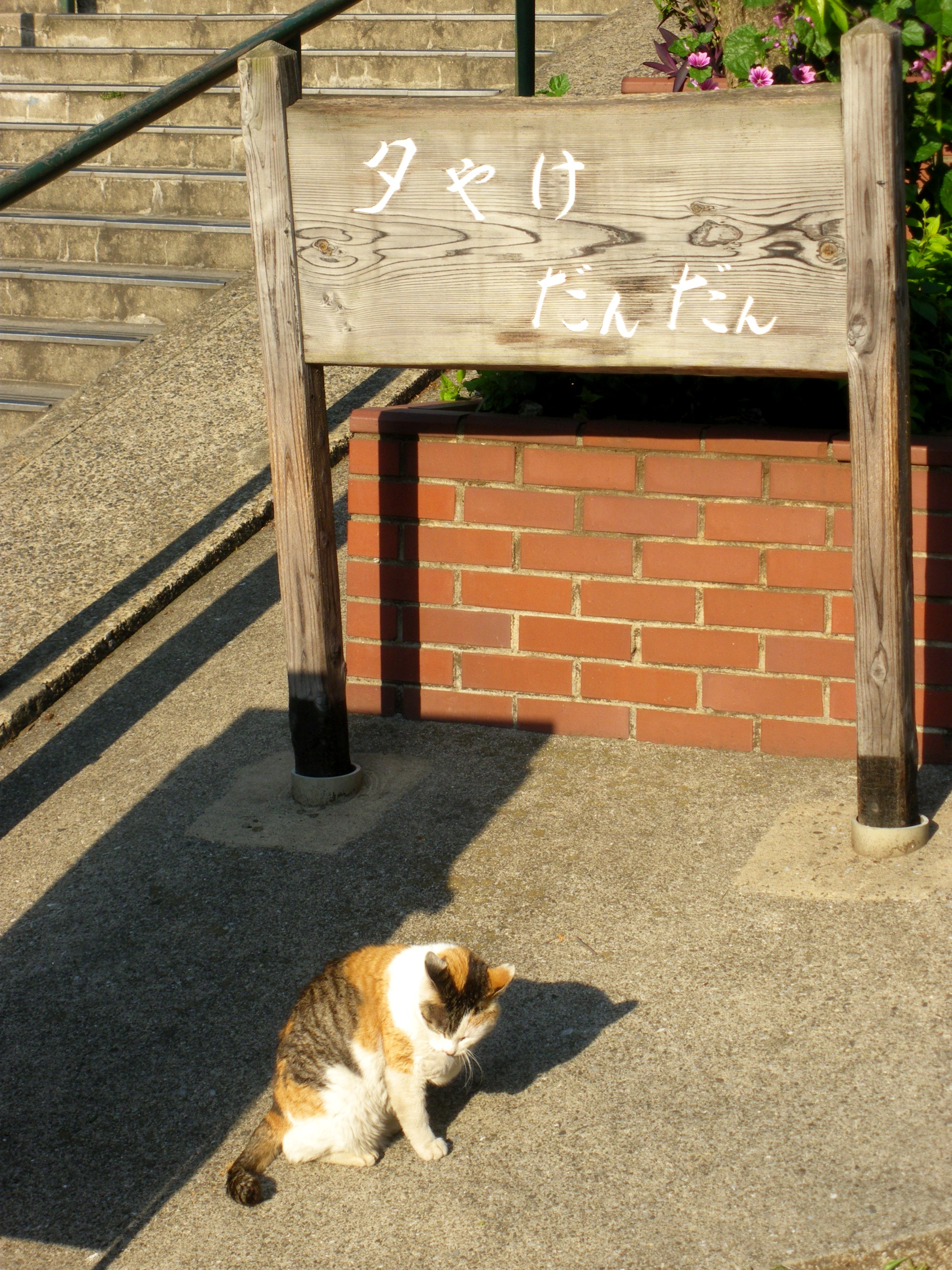
夕暮れ時の夕やけだんだん。看板の傍に三毛猫がいる。

東京都荒川区西日暮里三丁目10番・13番と14番の間にある、日暮里駅方面から谷中銀座に下る坂（階段）であり、御殿坂の延長線上にあたる。
1990年に石段が改装された際の愛称募集時に、作家・タウン誌『谷根千』編集者の森まゆみが命名した。階段の傾斜は15度で緩やかであり、高低差は4メートル、段数は36段ある。幅は4.4メートルあり、長さは15メートルとなっている。

## 谷中銀座商店街を舞台とした作品
- 癒し屋キリコの約束（小説、テレビドラマ）
- 谷中銀座コーリ駄菓子店出納帳 お客さまは、神さまです。（ライトノベル）

## 夕やけだんだんを舞台とした作品
- 夕やけだん団（劇場アニメ）